# Copa Libertadores 1982
W dwudziestej trzeciej edycji Copa Libertadores udział wzięło 21 klubów reprezentujących wszystkie kraje zrzeszone w CONMEBOL. Każde z 10 państw wystawiło po 2 kluby, nie licząc broniącego tytułu brazylijskiego klubu CR Flamengo, który awansował do półfinału bez gry.
Flamengo nie zdołał obronić tytułu, przegrywając rywalizację z urugwajskim klubem CA Peñarol. Peñarol w finale pokonał znakomitą drużynę chilijską CD Cobreloa, która drugi raz z rzędu znalazła się w finale Pucharu Wyzwolicieli. Peñarol zdobył najważniejsze klubowe trofeum Ameryki Południowej po raz czwarty, ale także Cobreloa docierając do finału dwa razy z rzędu na trwałe zapisała się w kronikach światowego futbolu.
W pierwszym etapie 20 klubów podzielono na 5 grup po 4 drużyny. Z każdej grupy do następnej rundy awansował tylko zwycięzca. Jako szósty klub do półfinału awansowało broniące tytułu Flamengo.
W następnej, półfinałowej rundzie, 6 klubów podzielono na 2 grupy liczące po 3 drużyny. Do finału awansowali zwycięzcy obu grup.
W tej edycji Pucharu Wyzwolicieli obok klubu Cobreloa znakomicie spisały się także kolumbijski klub Deportes Tolima oraz paragwajski klub Club Olimpia. Fatalnie za to wypadły kluby z Argentyny, a Boca Juniors zajął w grupie gorsze miejsce niż znacznie niżej notowany boliwijski klub Club The Strongest. Najsłabiej jednak zaprezentował się peruwiański klub Municipal Lima, który nie zdobył nawet jednego punktu.

## 1/4 finału

### Grupa 1Argentyna,Boliwia
| 30.06 Club Jorge Wilstermann – Boca Juniors 1:0 - Miguel Angel Bengolea |
| 27.07 Club The Strongest – River Plate 1:0 - Lalo Huguenet - mecz zakończył się wynikiem 1:0 dla The Strongest, jednak punkty przyznano dla River Plate (przy zachowaniu wyniku 1:0 dla The Stongest) |
| 05.08 Boca Juniors – River Plate 0:0 |
| 11.08 Club The Strongest – Boca Juniors 1:0 - Ignacio „Negro” Peña |
| 15.08 Club Jorge Wilstermann – Club The Strongest 1:2 - Gastón Alberto Taborga – Lalo Huguenet, Silvio Edmundo Rojas                                                                                  |
| 20.08 Club Jorge Wilstermann – River Plate 0:1 - Antonio Alzamendi |
| 31.08 Boca Juniors – Club The Strongest 1:0 - Jorge Alberto Vázquez |
| 03.09 River Plate – Club The Strongest 4:1 - Américo Rubén Gallego, Enzo Bulleri, Jorge Alberto Tévez, Emilio Commisso – Pablo Pekerman                                                               |
| 14.09 River Plate – Club Jorge Wilstermann 3:0 - Enzo Bulleri, Julio Olarticoechea, José María Vieta                                                                                                  |
| 17.09 Boca Juniors – Club Jorge Wilstermann 2:2 - Juan Manuel Sotelo (2) – Johnny Villaroel, Vladimir Soria                                                                                           |
| 30.09 Club The Strongest – Club Jorge Wilstermann 1:1 - Ignacio „Negro” Peña – Blanco |
| 30.09 River Plate – Boca Juniors 1:0 - Enzo Bulleri |

| Klub                   | Mecze | Zw | Rem | Por | Pkt | BrZd | BrStr |
| ---------------------- | ----- | -- | --- | --- | --- | ---- | ----- |
| River Plate            | 6     | 5  | 1   | 0   | 11  | 9    | 2     |
| Club The Strongest     | 6     | 2  | 1   | 3   | 5   | 6    | 7     |
| Boca Juniors           | 6     | 1  | 2   | 3   | 4   | 3    | 5     |
| Club Jorge Wilstermann | 6     | 1  | 2   | 3   | 4   | 5    | 9     |

### Grupa 2Brazylia,Urugwaj
| 05.08 CA Peñarol – Defensor Sporting 3:0 - Fernando Morena (2), Ernesto Vargas                          |
| 13.08 São Paulo FC – Grêmio Porto Alegre 2:2 - Serginho (2) – Edmar, Bonamigo                           |
| 17.08 Defensor Sporting – São Paulo FC 1:3 - Jorge Orosmán da Silva – Serginho (2), Getúlio             |
| 20.08 CA Peñarol – São Paulo FC 1:0 - Walter Olivera                                                    |
| 24.08 Defensor Sporting – Grêmio Porto Alegre 0:0                                                       |
| 27.08 CA Peñarol – Grêmio Porto Alegre 1:0 - Nelson Gutiérrez                                           |
| 03.09 Grêmio Porto Alegre – São Paulo FC 0:0                                                            |
| 09.09 Defensor Sporting – CA Peñarol 0:0                                                                |
| 14.09 São Paulo FC – CA Peñarol 0:1 - Fernando Morena                                                   |
| 17.09 Grêmio Porto Alegre – CA Peñarol 3:1 - China, Paulo Roberto, Batista – Fernando Morena            |
| 21.09 São Paulo FC – Defensor Sporting 2:1 - Savio, Everton – Richard Forlán                            |
| 24.09 Grêmio Porto Alegre – Defensor Sporting 1:2 - Hugo de León – Ernesto Mastrángelo, Miguel Caillava |

| Klub                | Mecze | Zw | Rem | Por | Pkt | BrZd | BrStr |
| ------------------- | ----- | -- | --- | --- | --- | ---- | ----- |
| CA Peñarol          | 6     | 4  | 1   | 1   | 9   | 7    | 3     |
| São Paulo FC        | 6     | 2  | 2   | 2   | 6   | 7    | 6     |
| Grêmio Porto Alegre | 6     | 1  | 3   | 2   | 5   | 6    | 6     |
| Defensor Sporting   | 6     | 1  | 2   | 3   | 4   | 4    | 9     |

### Grupa 3Kolumbia,Wenezuela
| 24.03 Atlético Nacional – Deportes Tolima 0:3 - Víctor Hugo del Río (2), Álvaro „Polaco” Escobar                   |
| 24.03 Táchira San Cristóbal – Estudiantes Mérida 0:0                                                               |
| 28.03 Estudiantes Mérida – Atlético Nacional 1:3 - Daniel Olivares – Gabriel Jaime Gómez (2), Hernán Darío Herrera |
| 28.03 Táchira San Cristóbal – Deportes Tolima 0:2 - Antonio Martorano s, Janio Cabezas                             |
| 31.03 Estudiantes Mérida – Deportes Tolima 1:1 - Daniel Olivares – Janio Cabezas                                   |
| 31.03 Táchira San Cristóbal – Atlético Nacional 0:0                                                                |
| 14.04 Estudiantes Mérida – Táchira San Cristóbal 1:0 - Juan Carlos Rivero                                          |
| 14.04 Deportes Tolima – Atlético Nacional 0:0                                                                      |
| 18.04 Atlético Nacional – Estudiantes Mérida 2:0 - Ricardo Viera, Javier Cardona                                   |
| 18.04 Deportes Tolima – Táchira San Cristóbal 2:2 - Rui Rey, Víctor Hugo del Río – William Méndez, J.Acevedo       |
| 21.04 Atlético Nacional – Táchira San Cristóbal 1:0 - Javier Cardona                                               |
| 21.04 Deportes Tolima – Estudiantes Mérida 1:0 - Eladio Vázquez                                                    |

| Klub                  | Mecze | Zw | Rem | Por | Pkt | BrZd | BrStr |
| --------------------- | ----- | -- | --- | --- | --- | ---- | ----- |
| Deportes Tolima       | 6     | 3  | 3   | 0   | 9   | 9    | 3     |
| Atlético Nacional     | 6     | 3  | 2   | 1   | 8   | 6    | 4     |
| Estudiantes Mérida    | 6     | 1  | 2   | 3   | 4   | 3    | 7     |
| Táchira San Cristóbal | 6     | 0  | 3   | 3   | 3   | 2    | 6     |

### Grupa 4Chile,Ekwador
| 07.03 Barcelona SC – LDU Quito 4:1 - Paulo César Evangelista (2), Alcides de Oliveira (2) – Ricardo Enrique Armendáriz                                  |
| 14.03 LDU Quito – Barcelona SC 4:2 - Raúl Vaca, Polo Carrera, Ricardo Porras, Ricardo Enrique Armendáriz – Paulo César Evangelista, Alcides de Oliveira |
| 04.08 CSD Colo-Colo – CD Cobreloa 0:0 |
| 18.08 LDU Quito – CSD Colo-Colo 2:2 - Ricardo Enrique Armendáriz, Severiano Pavón – Severino Vasconcelos, Carlos Caszely                                |
| 18.08 Barcelona SC – CD Cobreloa 1:1 - Alcides de Oliveira – Juan Carlos Letelier                                                                       |
| 22.08 Barcelona SC – CSD Colo-Colo 1:3 - Paulo César Evangelista – Severino Vasconcelos, Raúl Ormeño, Rodrigo Santander                                 |
| 22.08 LDU Quito – CD Cobreloa 0:0 |
| 07.09 CD Cobreloa – Barcelona SC 3:0 - Washington Olivera, Juan Carlos Letelier, Armando Alarcón                                                        |
| 07.09 CSD Colo-Colo – LDU Quito 1:0 - Carlos Humberto Rivas                                                                                             |
| 10.09 CD Cobreloa – LDU Quito 3:1 - Juan Carlos Letelier (2), Víctor Merello – Ricardo Porras                                                           |
| 10.09 CSD Colo-Colo – Barcelona SC 2:0 - José Luis Alvarez, Carlos Humberto Rivas                                                                       |
| 22.09 CD Cobreloa – CSD Colo-Colo 2:0 - Juan Carlos Letelier, Víctor Merello                                                                            |

| Klub          | Mecze | Zw | Rem | Por | Pkt | BrZd | BrStr |
| ------------- | ----- | -- | --- | --- | --- | ---- | ----- |
| CD Cobreloa   | 6     | 3  | 3   | 0   | 9   | 9    | 2     |
| CSD Colo-Colo | 6     | 3  | 2   | 1   | 8   | 8    | 5     |
| LDU Quito     | 6     | 1  | 2   | 3   | 4   | 8    | 12    |
| Barcelona SC  | 6     | 1  | 1   | 4   | 3   | 8    | 14    |

### Grupa 5Paragwaj,Peru
| 13.03 FBC Melgar – Municipal Lima 2:1 - Ernesto Neyra (2) – Zorrilla                        |
| 14.03 Club Olimpia – Club Sol de América 1:1 - Miguel Michelagnoli – Juan Manuel Villalba   |
| 20.03 Municipal Lima – Club Olimpia 1:2 - Sato – Hugo Ricardo Talavera, Ferreira            |
| 24.03 FBC Melgar – Club Olimpia 0:3 - Hugo Ricardo Talavera, Ferreira, Osvaldo Pangrazio    |
| 27.03 Municipal Lima – Club Sol de América 0:3 - Alfonso, Juan Manuel Villalba, Jiménez     |
| 31.03 FBC Melgar – Club Sol de América 3:2 - Víctor Gutiérrez, Mendoza, Neyra – Jiménez (2) |
| 03.04 Municipal Lima – FBC Melgar 0:2 - Henry Guillén, Genaro „Chivo” Neyra                 |
| 04.04 Club Sol de América – Club Olimpia 1:1 - Villalba – Víctor Púa                        |
| 14.04 Club Sol de América – Municipal Lima 2:1 - Achucarro, Jiménez – Drago                 |
| 18.04 Club Olimpia – Municipal Lima 1:0 - Hugo Ricardo Talavera                             |
| 21.04 Club Sol de América – FBC Melgar 0:2 - Ernesto Neyra (2)                              |
| 25.04 Club Olimpia – FBC Melgar 4:0 - Hugo Ricardo Talavera (2), Osvaldo Aquino, Ferreira   |

| Klub                | Mecze | Zw | Rem | Por | Pkt | BrZd | BrStr |
| ------------------- | ----- | -- | --- | --- | --- | ---- | ----- |
| Club Olimpia        | 6     | 4  | 2   | 0   | 10  | 12   | 3     |
| FBC Melgar          | 6     | 4  | 0   | 2   | 8   | 9    | 10    |
| Club Sol de América | 6     | 2  | 2   | 2   | 6   | 9    | 8     |
| Municipal Lima      | 6     | 0  | 0   | 6   | 0   | 3    | 12    |

### Obrońca tytułu
| CR Flamengo jako obrońca tytułu awansował do 1/2 finału bez gry |

## 1/2 finału

### Grupa 1
| 19.10 CA Peñarol – CR Flamengo 1:0 - Ernesto Vargas                                                                   |
| 22.10 River Plate – CR Flamengo 0:3 - Lico, Zico, Nunes                                                               |
| 28.10 River Plate – CA Peñarol 2:4 - Raúl Chaparro, Enrique Nieto – Fernando Morena 2, Walter Olivera, Ernesto Vargas |
| 02.11 CR Flamengo – River Plate 4:2 - Tita, Zico, Júnior, Ronaldo – Antonio Alzamendi, Enzo Bulleri                   |
| 12.11 CA Peñarol – River Plate 2:1 - Ernesto Vargas (2) – Alberto Tarantini                                           |
| 16.11 CR Flamengo – CA Peñarol 0:1 - Jair                                                                             |

| Klub        | Mecze | Zw | Rem | Por | Pkt | BrZd | BrStr |
| ----------- | ----- | -- | --- | --- | --- | ---- | ----- |
| CA Peñarol  | 4     | 4  | 0   | 0   | 8   | 8    | 3     |
| CR Flamengo | 4     | 2  | 0   | 2   | 4   | 7    | 4     |
| River Plate | 4     | 0  | 0   | 4   | 0   | 5    | 13    |

### Grupa 2
| 17.10 Deportes Tolima – CD Cobreloa 1:0 - Víctor Hugo del Río                                    |
| 21.10 Deportes Tolima – Club Olimpia 1:1 - Américo Quiñónez – Osvaldo Pangrazio                  |
| 26.10 CD Cobreloa – Deportes Tolima 3:0 - Jorge Luis Siviero, Washington Olivera, Víctor Merello |
| 29.10 Club Olimpia – Deportes Tolima 2:0 - Osvaldo Pangrazio, Hugo Ricardo Talavera              |
| 05.11 Club Olimpia – CD Cobreloa 1:1 - Osvaldo Aquino – Víctor Merello                           |
| 10.11 CD Cobreloa – Club Olimpia 1:0 - Jorge Luis Siviero                                        |

| Klub            | Mecze | Zw | Rem | Por | Pkt | BrZd | BrStr |
| --------------- | ----- | -- | --- | --- | --- | ---- | ----- |
| CD Cobreloa     | 4     | 2  | 1   | 1   | 5   | 5    | 2     |
| Club Olimpia    | 4     | 1  | 2   | 1   | 4   | 4    | 3     |
| Deportes Tolima | 4     | 1  | 1   | 2   | 3   | 2    | 6     |

## FINAŁ
| CA Peñarol – CD Cobreloa 0:0 i 1:0 |
| 26 listopada 1982 Montevideo Estadio Centenario (55 248) CA Peñarol – CD Cobreloa 0:0 Sędzia: José de Assis Aragão (Brazylia) Club Atlético Peñarol: Gustavo Fernández – Walter Olivera, Nelson Gutiérrez, Víctor Hugo Diogo, Miguel Bossio, Juan Vicente Morales, Venancio Ramos, Mario Saralegui, Fernando Morena, Jair, Walkir Silva (Daniel Rodríguez) Club de Deportes Cobreloa: Óscar Wirth – Mario Soto, Eduardo Hernán Gómez, Hugo Tabilo, Armando Alarcón, Enzo Escobar, Juan Carlos Letelier, Víctor Merello (Héctor Puebla), Jorge Luis Siviero, Rubén Gómez, Washington Olivera (Hugo Rubio)                               |
| 30 listopada 1982 Santiago Estadio Nacional (70 400) CD Cobreloa – CA Peñarol 0:1 (0:0) Sędzia: Jorge Romero (Argentyna) Bramki: 0:1 Fernando Morena 89 Club de Deportes Cobreloa: Óscar Wirth – Eduardo Hernán Gómez, Mario Soto, Hugo Tabilo (Sergio Martínez), Armando Alarcón, Enzo Escobar, Hugo Rubio, Víctor Merello, Jorge Luis Siviero, Rubén Gómez, Washington Olivera (Juan Carlos Letelier) Club Atlético Peñarol: Gustavo Fernández – Víctor Hugo Diogo, Nelson Gutiérrez, Walter Olivera, Juan Vicente Morales, Miguel Bossio, Mario Saralegui, Ernesto Vargas, Jair, Fernando Morena, Venancio Ramos (Daniel Rodríguez) |

## Klasyfikacja
Poniższa tabela ma charakter statystyczny. O kolejności decyduje na pierwszym miejscu osiągnięty etap rozgrywek, a dopiero potem dorobek bramkowo-punktowy. W przypadku klubów, które odpadły w rozgrywkach grupowych o kolejności decyduje najpierw miejsce w tabeli grupy, a dopiero potem liczba zdobytych punktów i bilans bramkowy.
| Poz                                                                     | Klub                   | Mecze | Zw | Rem | Por | Pkt | BrZd | BrStr |
| ----------------------------------------------------------------------- | ---------------------- | ----- | -- | --- | --- | --- | ---- | ----- |
| 1                                                                       | CA Peñarol             | 12    | 9  | 2   | 1   | 20  | 16   | 6     |
| 2                                                                       | CD Cobreloa            | 12    | 5  | 5   | 2   | 15  | 14   | 5     |
| 3                                                                       | Club Olimpia           | 10    | 5  | 4   | 1   | 14  | 16   | 6     |
| 4                                                                       | CR Flamengo            | 4     | 2  | 0   | 2   | 4   | 7    | 4     |
| 5                                                                       | Deportes Tolima        | 10    | 4  | 4   | 2   | 12  | 11   | 9     |
| 6                                                                       | River Plate            | 10    | 5  | 1   | 4   | 11  | 14   | 15    |
| 7                                                                       | CSD Colo-Colo          | 6     | 3  | 2   | 1   | 8   | 8    | 5     |
| 8                                                                       | Atlético Nacional      | 6     | 3  | 2   | 1   | 8   | 6    | 4     |
| 9                                                                       | FBC Melgar             | 6     | 4  | 0   | 2   | 8   | 9    | 10    |
| 10                                                                      | São Paulo FC           | 6     | 2  | 2   | 2   | 6   | 7    | 6     |
| 11                                                                      | Club The Strongest     | 6     | 2  | 1   | 3   | 5   | 6    | 7     |
| 12                                                                      | Club Sol de América    | 6     | 2  | 2   | 2   | 6   | 9    | 8     |
| 13                                                                      | Grêmio Porto Alegre    | 6     | 1  | 3   | 2   | 5   | 6    | 6     |
| 14                                                                      | Boca Juniors           | 6     | 1  | 2   | 3   | 4   | 3    | 5     |
| 15                                                                      | LDU Quito              | 6     | 1  | 2   | 3   | 4   | 8    | 12    |
| 16                                                                      | Estudiantes Mérida     | 6     | 1  | 2   | 3   | 4   | 3    | 7     |
| 17                                                                      | Club Jorge Wilstermann | 6     | 1  | 2   | 3   | 4   | 5    | 9     |
| 18                                                                      | Defensor Sporting      | 6     | 1  | 2   | 3   | 4   | 4    | 9     |
| 19                                                                      | Táchira San Cristóbal  | 6     | 0  | 3   | 3   | 3   | 2    | 6     |
| 20                                                                      | Barcelona SC           | 6     | 1  | 1   | 4   | 3   | 8    | 14    |
| 21                                                                      | Municipal Lima         | 6     | 0  | 0   | 6   | 0   | 3    | 12    |
| Podsumowanie: 74 mecze, w tym 21 remisów, 165 bramek – 2.23 bramki/mecz |                        |       |    |     |     |     |      |       |